# Rastetæthed
Rastetæthed er det antal rastepunkter der trykkes med på f.eks. papir. Rastetætheden måles i lpi (lines per inch dansk:linjer pr. tomme) eller lpc (linjer pr. centimeter).